# Pentadecan-15-olid
Pentadecan-15-olid, auch 1,15-Pentadecanolid oder Exaltolid ist ein makrocyclisches (16-gliedriges) Lacton und zählt zu den Moschusriechstoffen.

## Vorkommen

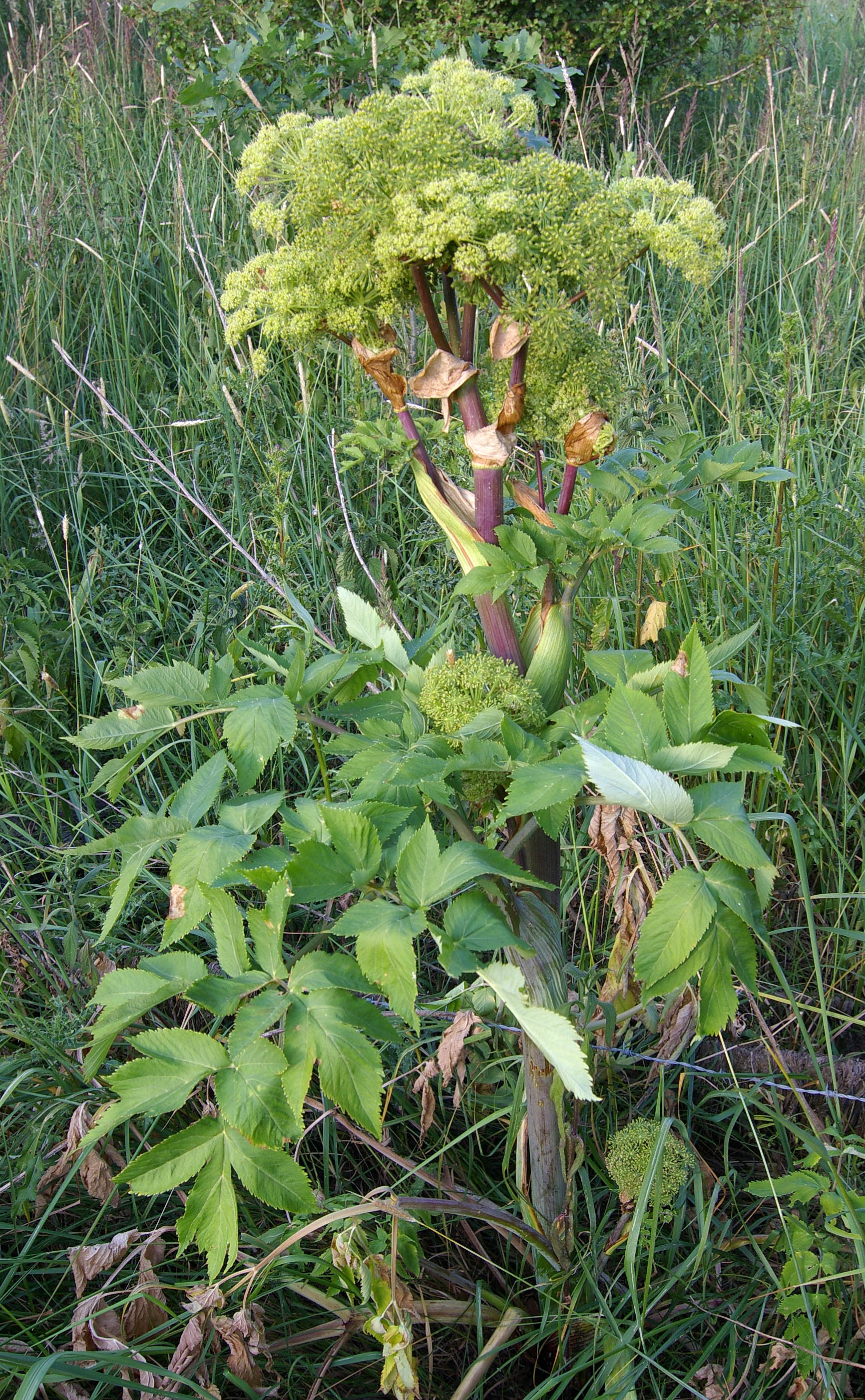
Engelwurzen (Angelica archangelica)

Pentadecan-15-olid ist ein Bestandteil des Öls aus Engelwurzen (Angelica). Es wurde in den 1920er Jahren durch Max Kerschbaum von Haarmann & Reimer in Arznei-Engelwurzöl identifiziert.

## Herstellung
Beim Erwärmen von 15-Brompentadecansäure mit Kaliumcarbonat oder aus 15-Hydroxypentadecansäure und Benzolsulfochlorid entsteht unter Cyclisierung Pentadecan-15-olid. Es kann auch durch  Hydrierung von entsprechenden ungesättigten Analoga gewonnen werden. Diese liegen üblicherweise als Gemisch von 11-Pentadecen-12-olid und 12-Pentadecen-15-olid vor.

## Verwendung
Pentadecan-15-olid ist ein Monomer, das zur Herstellung von PGA-Co-Pentadecalacton-Polymeren verwendet wird, die bei der Entwicklung von direkt komprimierten Tabletten mit verlängerter Freisetzung von schwerlöslichen Medikamenten wie Ketoprofen verwendet werden. Pentadecan-15-olid kann auch für die Synthese von Poly(pentadecanolide) (PPDL) durch Novozyme 435 katalysierte Ringöffnungspolymerisation verwendet werden. Es kann auch als Ausgangsreagenz für die Synthese von terminal verzweigten iso-Fettsäuren (iso-C15-C17) verwendet werden.
Pentadecan-15-olid kann insbesondere auch als Riechstoff, in Parfümkompositionen, Parfümölen oder Duftkompositionen verwendet werden. Ein weiteres Verwendungsgebiet sind Hygiene- oder Pflegeprodukte, insbesondere im Bereich des Haushaltes und der Körperpflege.